# Ван Цзянь
Ван Цзянь (王鑑, 1598 — 1677) — китайський художник часів династій Мін та Цін, належав до «співдружності чотирьох Ванів».

## Життєпис
Народився у 1598 році у м.Тайцан (провінція Цзянсу). Походив з впливової чиновницької родини: один його дід був відомим колекціонером, інший — художником і каліграфом. Був учнем художника Ван Ши-міна. разом з останнім увійшов до Академії живопису за маньжурів, процюючи тут до самої смерті у 1677 році.

## Творчість
Від Ва Ши=міня узяв любов до пейзажу, ландшафтного живопису. В подальшому Ван Цзянь спирався у творчості на манеру Дун Юаня, одного із засновників «південного» пейзажу, і живопис майстрів епохи Юань. Подібно більшості професіоналів бездоганно володіючи всім арсеналом накопичених в національному образотворчому мистецтві живописних технік і графічних прийомів, Ван Цзянь з легкістю копіював будь-який творчий «почерк». Однак за зовнішньою еклектичністю його робіт відчувається прагнення до самостійних інтерпретацій образів з метою передачі власного світовідчуття і настрою. Його пейзажі відрізняються особливим співвідношенням «порожнього» і заповненого зображенням фону, оперуючи якими майстер без застосування техніки розмивів туші передавав повітряне середовище або сніговий покрив.
Твори Ван Цзяня залучають трохи незвичайний колірний контраст — протиставленням густих, насичених фарб в зображеннях гір, дерев, і прозорих тонів при передачі річкового або небесного простору. Ці особливості манери Ван Цзяня знайшли втілення в альбомних аркушах (40х40 см, папір, туш, фарби) із серії «Шаньшуйце» («Пейзажі», 1669 рік, Гуандунській провінційний музей, м.Гуанчжоу). Хоча в кожному з відбитих видів, відзначених ознаками одного з чотирьох сезонів, неважко простежити художній витік, Ван Цзянь дуже тонко і з великим смаком підбирає зразки, відповідні задуманим композиціям. У результаті його ландшафти справляють враження замальовок з натури. Сучасники і наступні критики визнавали Ван Цзяня не тільки видатним майстром академічної школи, але й засновником самобутнього стилістичного варіанта в пейзажі, що характеризується поетичністю і технічною віртуозністю.